# Château de Rumbeke
Le château de Rumbeke, sis à Rumbeke, un des faubourgs-sud de la ville de Roulers, en Belgique, est un des plus vieux châteaux Renaissance de Belgique.

## Historique
Selon la légende, en 862, après que Baudouin Ier (dit Bras de Fer), comte de Flandre, eut enlevé Judith, la fille de l’empereur Charles le Chauve, à Senlis, il vint trouver refuge avec elle au fort qui se dressait alors à Rumbeke. La jeune Judith semble l’avoir suivi de son plein gré. Après l’intervention du pape, ils purent se marier à Auxerre. Cet évènement est considéré comme étant à l'origine du Comté de Flandre.
Au-delà de la légende, c'est probablement au début du XVIe siècle que Jacques Ier de Thiennes, premier châtelain de Rumbeke, transforme la ferme seigneuriale du XVe siècle en un manoir seigneurial flanqué d'une chapelle et d'une tour octogonale surmontée d'un bulbe. La forme définitive du château est apportée par son fils, Thomas Ier de Thiennes, qui, en 1535, fait construire une nouvelle aile et cinq tours octogonales recouvertes d’un toit en cône.
En 1730, l’entrée du château est déménagée vers le sud. Les portes occidentale et orientale sont, quant à elles, construites en 1731. Au-dessus de l’arc de la porte orientale, on retrouve l’écusson de la famille de Thiennes. Le château passe alors, par héritage, pendant une longue période, aux comtes de Limburg Stirum.
Au XVIIIe siècle, le château connait des transformations présentant des caractéristiques classiques. En même temps, on crée le domaine Sterrebos autour du château. L'architecture de ce bois est basée sur celle d'un parc de Vienne, (le Prater).
Les comtes de Thiennes et de Limburg Stirum ont occupé le château pendant des siècles. Durant cette période, il a été endommagé de nombreuses fois : par les Gueux, les guerres de Louis XIV, la Révolution française, la Première et la Seconde Guerre mondiale. En 1814, dès que la Compagnie de Jésus est restaurée universellement le comte de Thiennes y reçoit les premiers jésuites belges - quatre pères de la Foi et sept jeunes gens - sous la direction spirituelle du père Henry Fonteyne.
Pendant la Seconde Guerre mondiale, le château devient la résidence d'officiers allemands dont les troupes occupent la région. Les dommages aux vieux parquets occasionnés par les talons des soldats allemands sont des traces encore visibles de cette période.

## Aujourd'hui, un domaine provincial
De 1961 à 1965, le château a été rénové par l’architecte J. Viën. D'autres restaurations ont lieu jusqu'en 2004.
Repris par la Province de Flandre-Occidentale le château fait partie du domaine provincial 'Sterrebos'. Le parc est composé d'une grande prairie avec une pièce d’eau et un bois. Devant le château se trouve un arbre imposant, probablement du XVIIIe siècle, époque où le parc a été conçu. Parc et château sont ouverts aux visiteurs.